# Geeta Tripathee
Geeta Tripathee (en nepalí: गीता त्रिपाठी ; Kharelthok, 28 de junio de 1972) es una poeta, letrista, ensayista, crítica literaria y académica nepalí. Entre los premios que ha recibido, está el de la 'Mejor Letrista' de 'Sanskritik Sansthan', el principal suplemento cultural del gobierno de Nepal.

## Trayectoria
Geeta Tripathee nació el 28 de junio de 1972 en Kharelthok, Kavrepalanchok, siendo hija de Ramadevi Thapaliya y del educador Bedraj Thapaliya. En 1988 completó su educación secundaria en Kharelthok y se mudó a Katmandú para continuar sus estudios. Al año siguiente, se casó con Yadavraj Tripathee mientras estudiaba en la universidad Padmakanya. Se graduó en 1993. Tripathee continuó sus estudios y completó su maestría en literatura nepalí en 1998 con una medalla de oro al convertirse en la mejor universitaria. Después, comenzó a dar clases en la Universidad Tribhuvan y la Universidad Purbanchal. En 2017, se doctoró en literatura nepalí de la Universidad de Tribhuvan.
Geeta Tripathee es una escritora de varios géneros. Ha escrito dos libros de poesía, un libro de poemas líricos, un libro de ensayos y varios libros de crítica literaria. También ha escrito para periódicos sobre temas relacionados con las mujeres, el medio ambiente y la injusticia social.
Las obras de Geeta Tripathee están traducidas a otros idiomas como inglés, hindi, japonés y coreano; y se publican en revistas literarias del extranjero. Tripathee ha participado en eventos literarios nacionales e internacionales como poeta, presentadora y oradora. Participó en los festivales de literatura del sur de Asia organizados por la Fundación de Escritores y Literatura de la SAARC en Nueva Delhi en 2010 y 2017 como poeta delegado nepalí.

## Reconocimientos
En el 2000 recibió la 'Medalla de oro Padmakanya - 2000', otorgada por el Gobierno de Nepal. En 2008 fue reconocida con el 'Premio al Mejor Letrista' de 'Sanskritik Sansthan', el principal complemento cultural del gobierno de Nepal.